# Den ældste saga om Olav den Hellige
Den ældste saga om Olav den hellige eller Den første saga om Olav den hellige er en af de allerældste og første kongesagaer som vi kender.
Sagaen fortæller om Olav Haraldsson, helgenkåret til Olav den Hellige. Den blev af tidlige forskere dateret til ca. 1160, men senere forskere har flyttet datoen ti år frem. Som andre kongesagaer bliver skjaldekvad brugt til både at verificere hændelserne og dekorere teksten.
Arbejdet er kun bevaret i seks korte fragmenter. Et syvende fragment med hagiografisk indhold antog man tidligere, også var en del af Den ældste saga, men nyere forskning indikerer, at det stammer fra et andet værk. Den legendariske saga om Olav den hellige har lånt en stor del af indholdet fra Den ældste saga, og man har benyttet Den legendariske saga som en hentydning til omfanget af Den ældste saga. Snorre Sturlason, som var kendt for at bruge og vurdere alle tilgængelige tekster, benyttede også Den ældste saga eller noget tekst afledet fra denne, da han skrev sin enkeltstående saga om Olav den Hellige og tilsvarende, da han omformede denne til sin Olav den helliges saga i Heimskringla. Man antager også at Styrmir Kárason har benyttet Den ældste saga til at skrive Olavs saga (Óláfs saga).